# V・C・アンドリュース
V・C・アンドリュース（Virginia C. Andrews、1923年6月6日 – 1986年12月19日）は、アメリカ合衆国のゴシック・ロマンス作家。『屋根裏部屋の花たち』が代表作で、異常な性愛を描く。
バージニア州ポーツマス生まれ。10代の時ケガをして背骨に傷を負う。イラストレーターなど美術の仕事をしていたが、小説を書き始め、1979年に『屋根裏部屋の花たち』を刊行して成功をおさめ、以後多くの作品を刊行した。兄弟姉妹の近親相姦を描くことが多い。没後もゴーストライターがアンドリュースの名で小説を刊行したため、のちに複数の作家の集合名と認められるようになる。作品は西洋各国語、日本、韓国で翻訳されている。日本語訳はすべて扶桑社より出ている。

## 邦訳
- 『オードリナ』中川晴子訳 1986 サンケイ文庫、のち扶桑社ミステリー
- 『ヘヴン』小沢瑞穂訳 1987 扶桑社・サンケイ文庫、のち扶桑社ミステリー
- 『炎に舞う花びら』河内和子訳 1987 サンケイ文庫
- 『屋根裏部屋の花たち』中川晴子訳 1987 サンケイ文庫
- 『刺があるなら』中川晴子訳 1988 扶桑社・サンケイ文庫
- 『ドールハウスの夢』中川晴子訳 1989 扶桑社ミステリー
- 『屋根裏部屋へ還る』河内和子訳 1989 扶桑社ミステリー
- 『ダーク・エンジェル』幾島幸子訳 1990 扶桑社ミステリー
- 『悲しい夢』中塚水際訳 1991 扶桑社ミステリー
- 『天国の門』奥村章子訳 1991 扶桑社ミステリー
- 『背徳のオルゴール』奥村章子訳 1991 扶桑社ミステリー
- 『夢の中へ』奥村章子訳 1992 扶桑社ミステリー
- 『ある朝、突然に』中塚水際訳 1993 扶桑社ミステリー
- 『黄昏の彼方』奥村章子訳 1993 扶桑社ミステリー
- 『真夜中のささやき』中塚水際訳 1993 扶桑社ミステリー
- 『悲しみの影』中塚水際訳 1994 扶桑社ミステリー
- 『愛の旅立ち』奥村章子訳 1995 扶桑社ミステリー
- 『ルビー』中塚水際訳 1995 扶桑社ミステリー
- 『愛の輝き』中塚水際訳 1996 扶桑社ミステリー
- 『愛の波紋』中塚水際訳 1996 扶桑社ミステリー
- 『愛の傷痕』中塚水際訳 1997 扶桑社ロマンス
- 『オリヴィア ローガン家物語』長島水際訳 2000 扶桑社ロマンス
- 『心の歌 ローガン家物語』長島水際訳 2000 扶桑社ロマンス
- 『真夜中の音楽 ローガン家物語』長島水際訳 2000 扶桑社ロマンス
- 『未完の交響曲 ローガン家物語』長島水際訳 2000 扶桑社ロマンス
- 『メロディー』長島水際訳 2000 扶桑社ロマンス
- 『キャット』宇野千里訳 2001 扶桑社ロマンス 野に生きる花たち
- 『ジェイド』バベーラあきこ訳 2001 扶桑社ロマンス 野に生きる花たち
- 『スター』野原房訳 2001 扶桑社ロマンス 野に生きる花たち
- 『旅立ちの花園』井野上悦子訳 2001 扶桑社ミステリー 野に生きる花たち
- 『ミスティ』馬場ゆり子訳 2001 扶桑社ロマンス 野に生きる花たち
- 『夢からさめて』長島水際訳 2007 扶桑社ロマンス